# Ingrid Bolsø Berdal
Ingrid Bolsø Berdal, née le 2 mars 1980 à Inderøy, est une actrice norvégienne.

## Biographie
Berdal commence à travailler la musique et le chant en seconde, puis poursuit ses études de musique à l'université de Trondheim (NTNU), où elle étudie le jazz pendant deux ans. Elle déménage à Oslo pour étudier l'art dramatique pendant trois ans et entre à l'Oslo National Academy of Dramatic Arts (Khio). Dans cette université, elle fait beaucoup de théâtre. Après son stage, elle commence à travailler pour la télévision et le cinéma.
Ingrid Bolsø Berdal a reçu le Prix Amanda (Récompense cinématographique norvégienne) en août 2010, (filmé et diffusé sur la chaine de télévision norvégienne TV 2).
Elle a eu beaucoup de succès grâce au rôle de Jannicke dans Cold Prey 1 et 2.
En 2012, Ingrid a l'occasion de jouer dans deux films américains, Hansel et Gretel : Witch Hunters et Chroniques de Tchernobyl.

## Filmographie

### Cinéma

#### Courts métrages
- 2005 : Limbo de Patrik Syversen : Carmen
- 2006 : Terje Vigen de Mari Monrad Vistven : Ida Vigen
- 2007 : Tyvstart de Leiv Igor Devold : la réceptionniste
- 2010 : Resolve de Nick Scott : Her
- 2010 : Kiss Fight Smoke de Ben Woodiwiss : voix de la fumée
- 2011 : Kvinnefrisen de Ben Woodiwiss : voix de la fumée
- 2014 : Enter Los Angeles Outer Space de Valentina De Amicis et Riccardo Spinotti : Wanda Ås
- 2015 : Falling de Gotti Sigurdarson : l'autre
- 2016 : The Absence of Eddy Table de Rune Spaans : Åse / Monster Åse (voix)
- 2018 : The Bear de Johannes Stjärne Nilsson : la femme

#### Films
- 2006 : Comrade Pedersen (Gymnaslærer Pedersen) de Hans Petter Moland : la représentante du district
- 2006 : Sønner de Erik Richter Strand : Norunn
- 2006 : Cold Prey de  Roar Uthaug : Jannicke
- 2008 : De Gales Hus de Eva Isaksen : Aina
- 2008 : Cold Prey 2 de Mats Stenberg : Jannicke
- 2009 : Svik de Hakon Gunderson : Kristin
- 2010 : Wide Blue Yonder de Robert Young : Nina
- 2011 : Jeg Reiser Alene de Stian Kristiansen : Herdis Snartemo
- 2012 : Chroniques de Tchernobyl de Bradley Parker : Zoe
- 2012 : The ABCs of Death : la narratrice
- 2012 : Dagmar : L'Âme des Vikings (Flukt) de Roar Uthaug : Dagmar
- 2013 : Hansel et Gretel : Witch Hunters de Tommy Wirkola : la sorcière cornue
- 2013 : Mormor og de åtte ungene de Lisa Marie Gamlem : Mor
- 2013 : Kill Buljo 2 de Geir Vegar Hoel : Anniken Skaiwalker
- 2014 : Hercule (Hercules) de Brett Ratner : Atalante de Scythes
- 2017 : Forget About Nick de Margarethe von Trotta : Jade
- 2019 : The Spy (Spionen) de Jens Jønsson : Sonja Wigert
- 2021 : Gritt de Itonje Søimer Guttormsen : Ingrid
- 2022 : Alle hater Johan de Hallvar Witzø : solveuse
- 2022 : Blasted : Les aliens ou nous ! de Martin Sofiedal : Hjørdis

### Télévision

#### Séries télévisées
- 2007 : Eva og Adam : Eva
- 2007 : Kodenavn Hunter : Katinka Bjørstad (mini-série 6 épisodes)
- 2007 : Thomas P : Siri (saison 1, épisode 8 et 11)
- 2008 : Kodenavn Hunter 2 : Katinka Bjørnstad (saison 2, épisode 2)
- 2010 : Hjerte til Hjerte 2 : Ingrid (saison 2, épisodes 2 à 5)
- 2010 : Timbré (Going Postal) : le sergent Angua (mini-série 2 épisodes)
- 2012 : Hellfjord : Johanne  (mini-série 7 épisodes)
- 2013 : Dag (en) : Rannveig (saison 3, épisode 8)
- 2014 : Side om side : Heidi (saison 2, épisode 4)
- 2016-2018 : Westworld : Armistice (11 épisodes)
- 2018 : Kieler Street (en) : Iris (saison 1, épisode 2, 5 et 7)
- 2020 : Heksejakt (no) : Ida Waage (8 épisodes)
- 2020 : Stjernestøv : Silja (19 épisodes)
- 2024 : La Palma : Jennifer Uvdal (mini-série, 4 épisodes)

## Théâtre
- 2004 : Kristin-spelet à Sel : Kristin Lavransdatter
- 2005 : Trollprisen au Det Norske Teatret
- 2005 : Ned til Sol au Det Norske Teatret : Anne
- 2006 : Frank (Frid) au Det Norske Teatret
- 2006 : Bikubesong au Det Norske Teatret : Angel
- 2006 : Le Cercle de craie caucasien (Der kaukasische Kreidekreis) au Det Norske Teatret : Ludovika
- 2007 : Ivanov au Det Norske Teatret : Sasha
- 2007 : Black Milk au Det Norske Teatret : Sjura
- 2007 : Hair au Det Norske Teatret : Jeanie
- 2008 : Yvonne, princesse de Bourgogne (Iwona, księżniczka Burgunda) au Det Norske Teatret : Yvonne
- 2010 : The Experiment de Jo Strømgren Kompani
- 2011 : Frøken Else (monologue) au Det Norske Teatret

### Crédits
- (en) Cet article est partiellement ou en totalité issu de l’article de Wikipédia en anglais intitulé « Ingrid Bolsø Berdal » (voir la liste des auteurs).